# Маска (Ждрело)
Ждрелото Маска е тясна долина в северозападната част на остров Тенерифе .  Проломът се намира в масива Тено . Дефилето е популярна туристическа дестинация поради невероятната си природа и уникална геология .  Дълга осем километра пътека започва в град Маска и продължава по дефилето  , за да завърши на плажа Маска, приблизително на десет километра от северозападния край на Тенерифе.

## Геология
Проломът Маска се намира в масива Тено , миоценска вулканична формация , съставена от потоци базалтова лава .  Голяма част от самото дефиле е образувано от вулканични потоци със стръмни наклони. Тези потоци обикновено са с дебелина по-малка от един метър и предимно с базалтов произход. 
В някои участъци брекчата достига 15 метра дебелина и 30 градуса наклон.  